# Нисседал
Нисседал (норв. Nissedal) — коммуна в губернии Телемарк в Норвегии. Административный центр коммуны — город Треунген. Официальный язык коммуны — нюнорск. Население коммуны на 2007 год составляло 1378 чел. Площадь коммуны Нисседал — 905,18 км², код-идентификатор — 0830.

## История населения коммуны
Население коммуны за последние 60 лет.